# Никольск (Буда-Кошелёвский район)
Никольск (бел. Мікольск) — посёлок в Широковском сельсовете Буда-Кошелёвского района Гомельской области Белоруссии.
На севере и западе граничит с лесом.

## География

### Расположение
В 14 км на северо-восток от районного центра и железнодорожной станции Буда-Кошелёвская (на линии Жлобин — Гомель), 38 км от Гомеля.

### Гидрография
На севере и западе проходят мелиоративные каналы.

## Транспортная сеть
Транспортные связи по просёлочной дороге, затем по шоссе Довск — Гомель. Планировка состоит из короткой прямолинейной широтной улицы, застроенной деревянными домами усадебного типа.

## История
Основан во второй половине XIX века. По переписи 1897 года — фольварк. В 1909 году 416 десятин земли, в Кошелёвской волости Рогачёвского уезда Могилёвской губернии. В 1925 году посёлки Никольск-I и Никольск-II в Заболотском сельсовете Буда-Кошелёвского района Бобруйского округа. В 1929 году организован колхоз. На фронтах Великой Отечественной войны погибли 19 жителей деревни. В 1959 году в составе колхоза «Искра» (центр — деревня Заболотье).
До 24 октября 2002 года в составе Заболотского сельсовета.

## Население

### Численность
- 2004 год — 1 хозяйство, 1 житель.

### Динамика
- 1897 год — 1 двор, 12 жителей (согласно переписи).
- 1925 год — Никольск-I — 23 двора; Никольск-II — 18 дворов.
- 1959 год — 226 жителей (согласно переписи).
- 2004 год — 1 хозяйство, 1 житель.